# Аль-Катиб, Ваад
Ваад Аль-Катиб (араб. وعد الخطيب‎, род. 1991, Сирия) — сирийская журналистка и активистка, продюсер и режиссёр документального кино. Использует псевдоним для защиты своей семьи.
Сняла в качестве продюсера, оператора и режиссёра вместе с британским режиссёром Эдвардом Уоттсом документальный фильм «Для Самы» о гражданской войне в Сирии, номинированный на кинопремию «Оскар» в 2020 году за лучший документальный полнометражный фильм, на премию BAFTA в 2020 году за лучший дебют британского сценариста, режиссёра или продюсера и за лучший неанглоязычный фильм, а также на премию имени Александра Корды за выдающийся британский фильм года в 2020 году. Фильм получил премию BAFTA за лучший документальный фильм и премию британского независимого кино (BIFA) за 2019 год за лучший британский независимый фильм, за режиссуру, монтаж, музыку и за лучший документальный фильм.
В 2014 году вышла замуж за Хамзу Аль-Катиба, имеет двоих детей. Ваад, её дочь Сама и муж Хамза исполнили основные роли в её фильме «Для Самы». Бежав в декабре 2016 года из Алеппо, семья Аль-Катибов обосновалась в Великобритании.
Входит в Time 100 2020 года и в список 100 женщин Би-би-си того же года.